# Ready to beef!

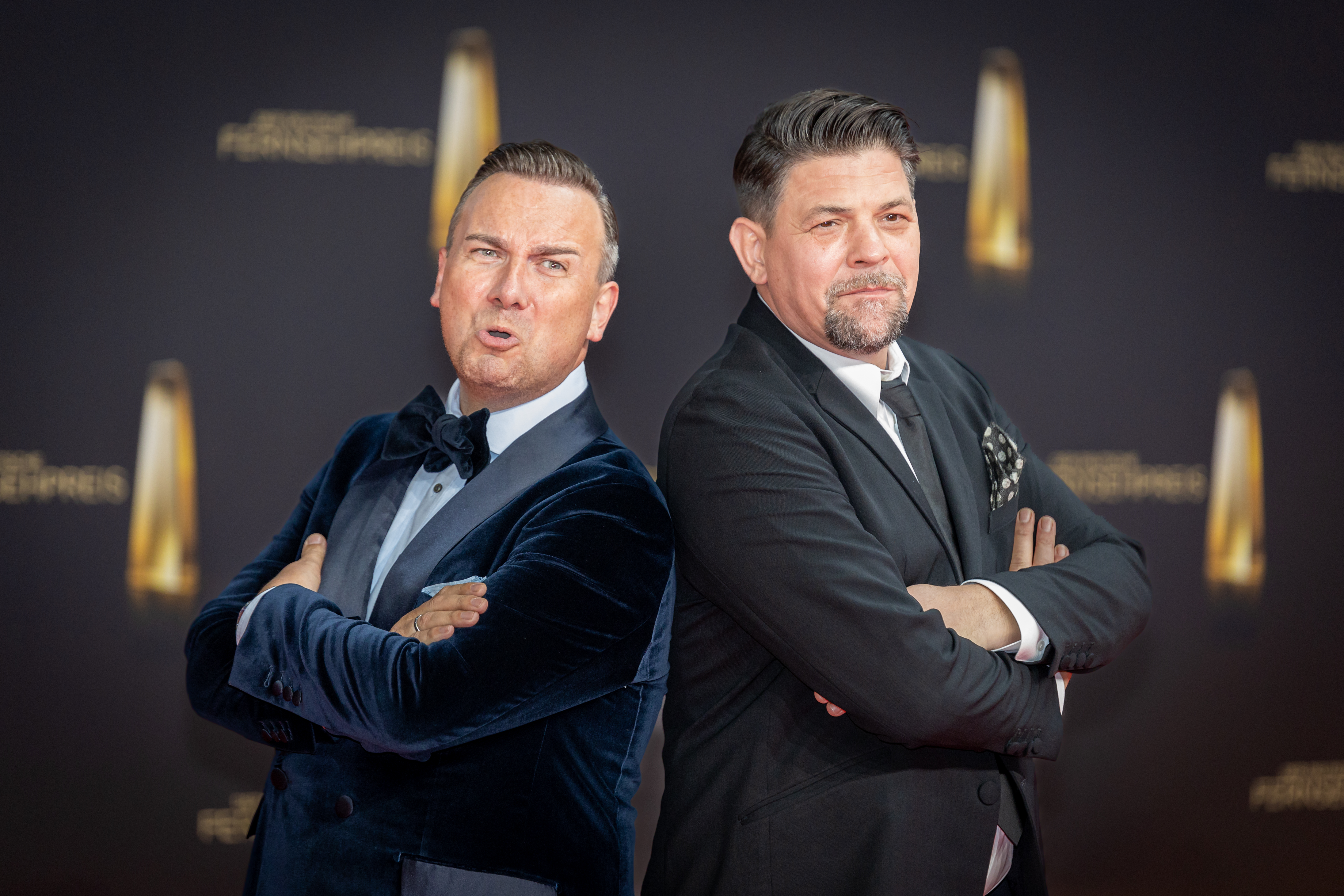
Tim Raue und Tim Mälzer

Ready to beef! ist eine Kochshow des Fernsehsenders VOX. Noch vor Erstausstrahlung, welche am 15. November 2019 gesendet wurde, wurde das Format um eine zweite Staffel verlängert. Die Folgen waren zudem bereits eine Woche vor ihrer TV-Ausstrahlung per TVNOW abrufbar. Staffel zwei wird nach enttäuschenden Quoten bei VOX, anfänglich exklusiv im Streaming bei TVNOW zu sehen sein. Als Termin wurde der 29. März anberaumt, die TV-Ausstrahlung dieser Folgen erfolgte ab dem 31. August 2020 am späten Montagabend.

## Format
Das Format erinnert in seiner Machart stark an die Sendung Knife Fight Club bzw. adaptiert diese nahezu gänzlich. Einzige Unterschiede dabei sind, dass Tim Mälzer hier die Moderation übernimmt, wohingegen Tim Raue allein die Rolle der Jury zukommt, welche sie zuvor noch gemeinsam innehatten. Zudem wurde sie anstatt in Mälzers Restaurant Bullerei, in einem Kölner Fernsehstudio aufgenommen. Raue bewertet die Gerichte von zwei Köchen und deren Teams, bestehend aus Mitarbeitern ihrer Restaurants. Diese bekommen vier Zutaten gestellt, welche sie in je einer Runde, bzw. zwei Zutaten in Runde drei, verarbeiten müssen. Kandidaten sind überwiegend Köche, die entweder schon im Knife Fight Club oder bei Kitchen Impossible als Herausforderer oder Ausrichter einer Herausforderung zu sehen waren.

## Duelle
Die Sieger der einzelnen Sendungen werden im folgenden Abschnitt namentlich fett dargestellt.

### Staffel 1

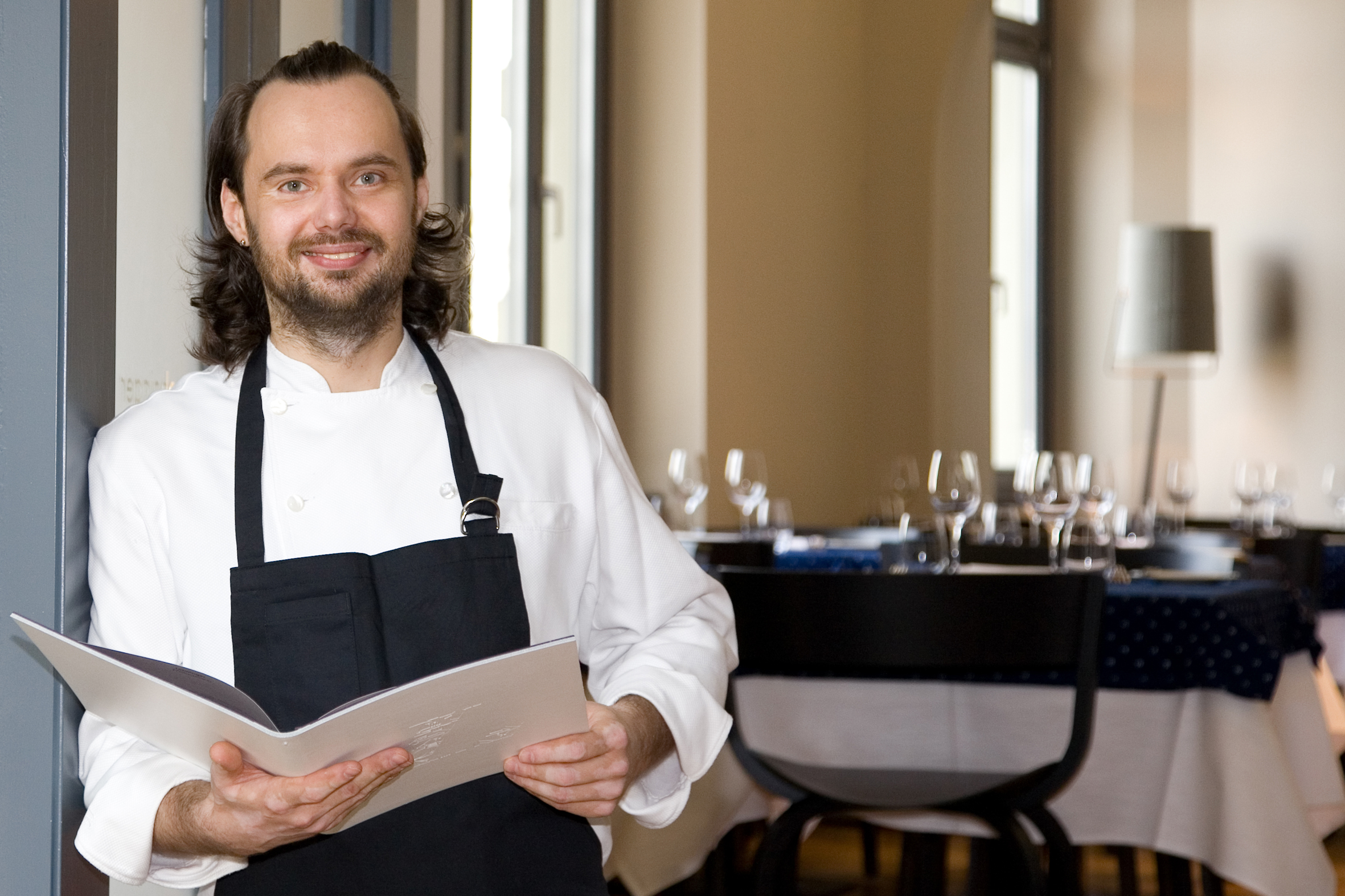
Mario Lohninger

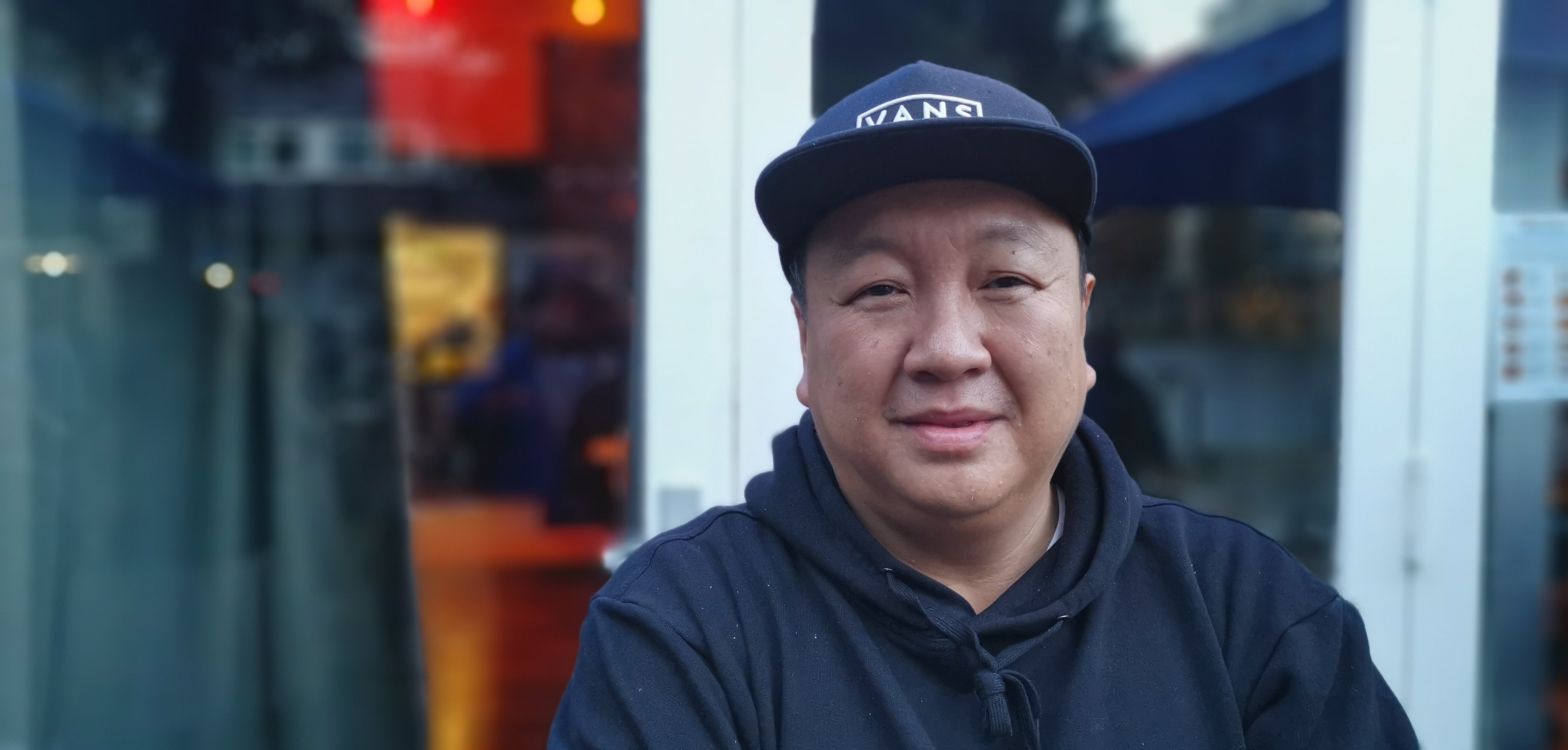
The Duc Ngo

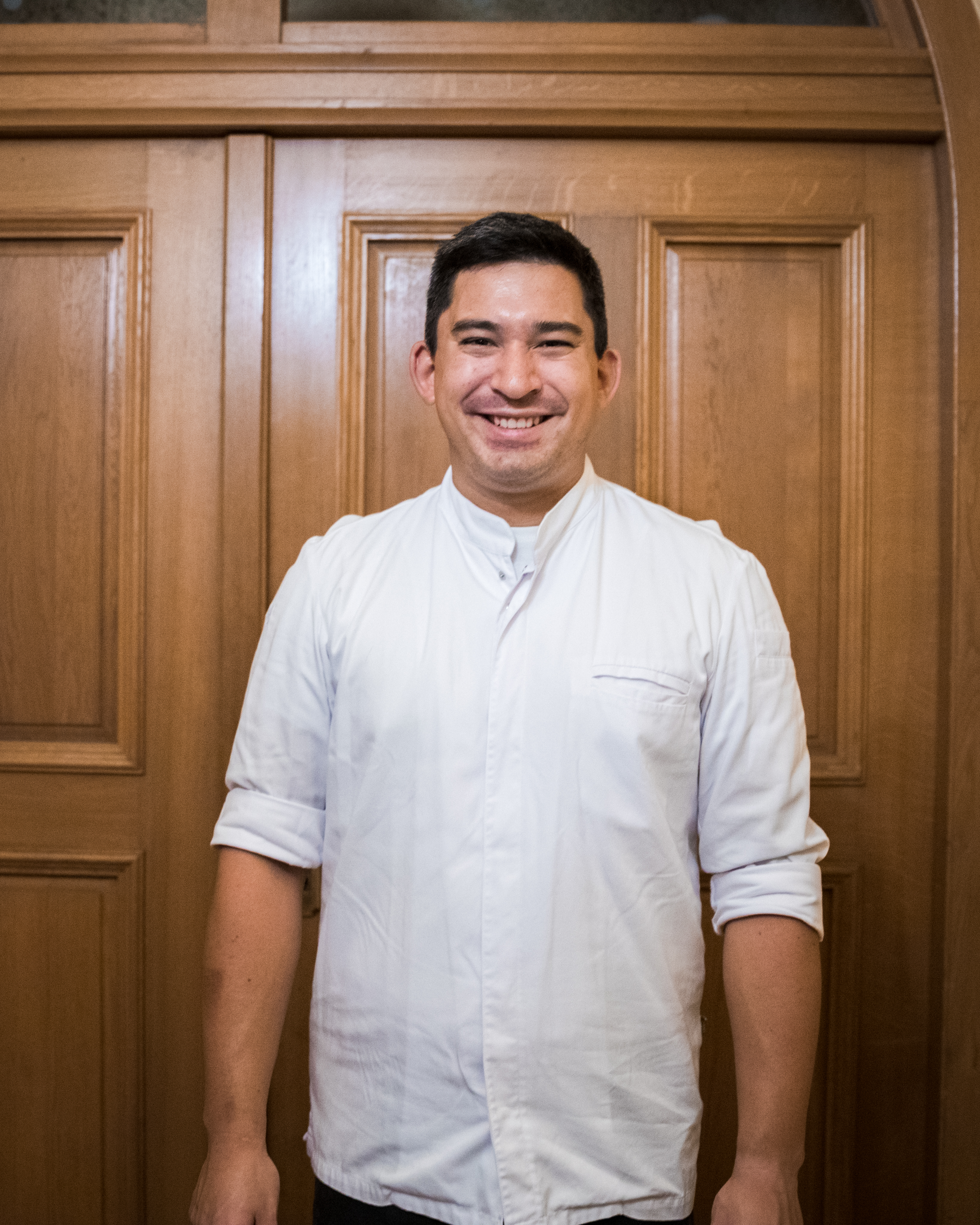
Tohru Nakamura

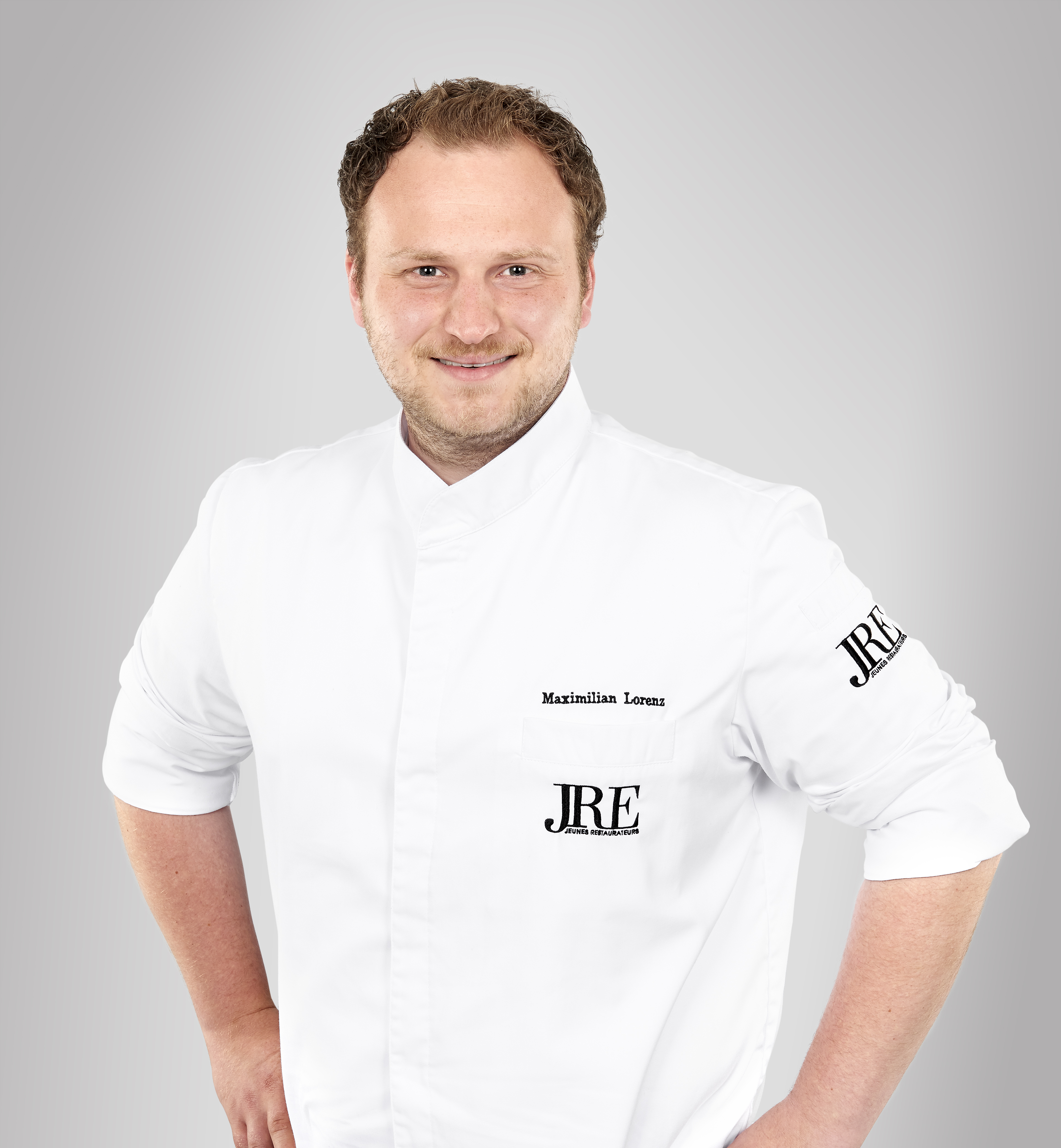
Maximilian Lorenz

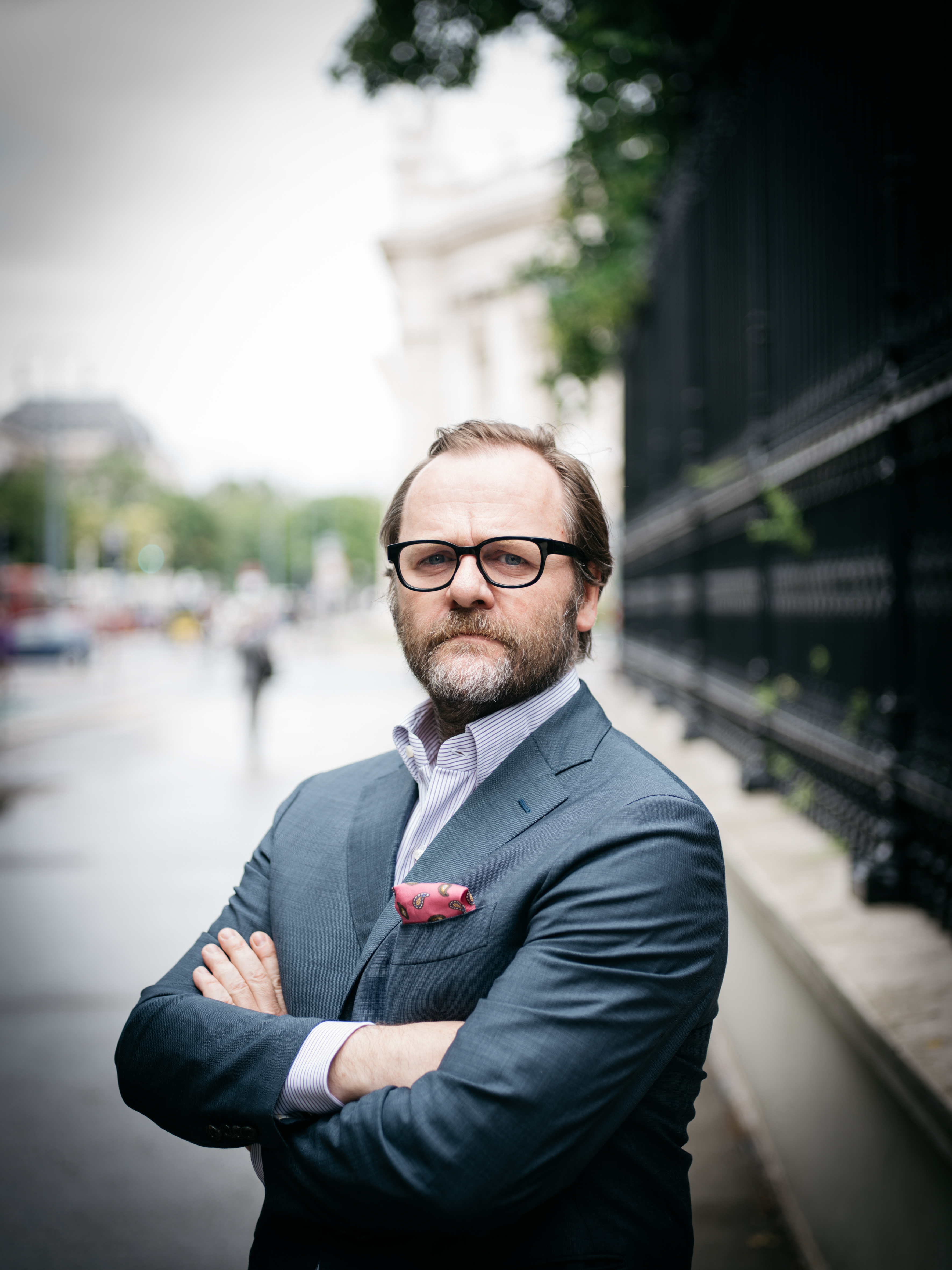
Sepp Schellhorn

| Nr. (ges.) | Nr. (St.) | Erstausstrahlung TV (VOX) | Küchenchef 1      | Küchenchef 2        | Zutaten |
| ---------- | --------- | ------------------------- | ----------------- | ------------------- | --- |
| 1          | 1         | 15. November 2019         | Mario Lohninger   | Max Strohe          | Runde 1: Lammkeule Runde 2: Seeigel Runde 3: Sanddorn und Aal                                                   |
| 2          | 2         | 15. November 2019         | Tristan Brandt    | The Duc Ngo         | Runde 1: Grünkohl Runde 2: Tofu Runde 3: Austern und Rotschmierkäse                                             |
| 3          | 3         | 22. November 2019         | Martin Müller     | Tohru Nakamura      | Runde 1: Spreewaldgurken Runde 2: Hefe Runde 3: Polenta und Wurstbrät                                           |
| 4          | 4         | 29. November 2019         | Holger Bodendorf  | Max Stiegl          | Runde 1: Nordseekrabben Runde 2: getrocknetes Rehherz Runde 3: Bruchspargel und Hotdog-Brötchen                 |
| 5          | 5         | 6. Dezember 2019          | Maximilian Lorenz | Jens Jakob          | Runde 1: Schweineblut Runde 2: Froschschenkel Runde 3: Tomaten und Steakhüfte                                   |
| 6          | 6         | 13. Dezember 2019         | Rino Frattesi     | Nathalie Dienstbach | Runde 1: Wilder Brokkoli (Cima di rapa) Runde 2: Salzkaramel Runde 3: Miso und Schweinenieren                   |
| 7          | 7         | 20. Dezember 2019         | Sepp Schellhorn   | Christoph Kunz      | Runde 1: Powidl (Pflaumenmuß) Runde 2: getrocknete Rosenblätter Runde 3: Wachteleier und Vongole (Herzmuscheln) |
| 8          | 8         | 20. Dezember 2019         | Viktoria Fuchs    | Alexander Wulf      | Runde 1: Wildentenbrust Runde 2: Smetana Runde 3: Erdbeeren und Seeteufelleber                                  |

### Staffel 2

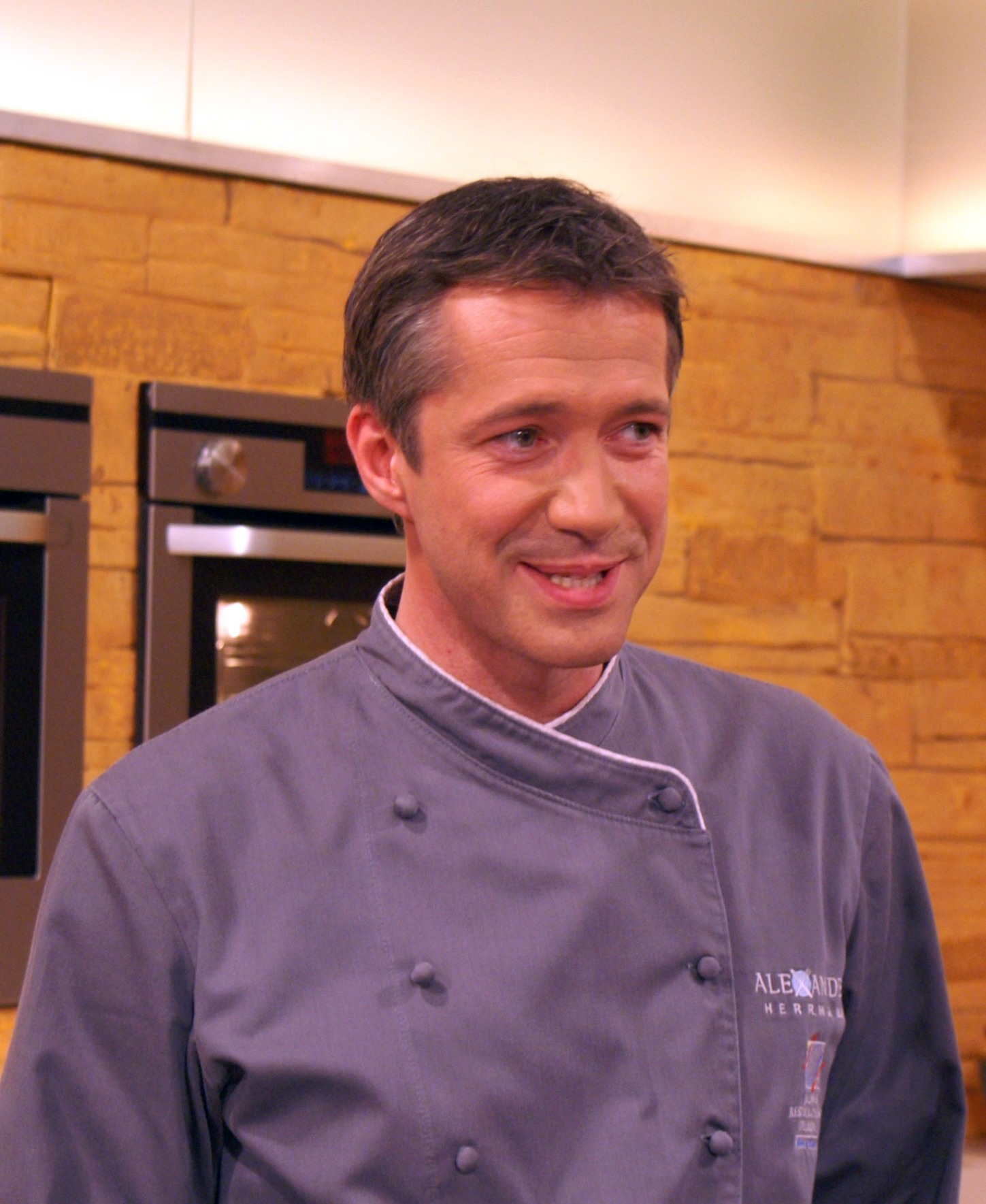
Alexander Herrmann

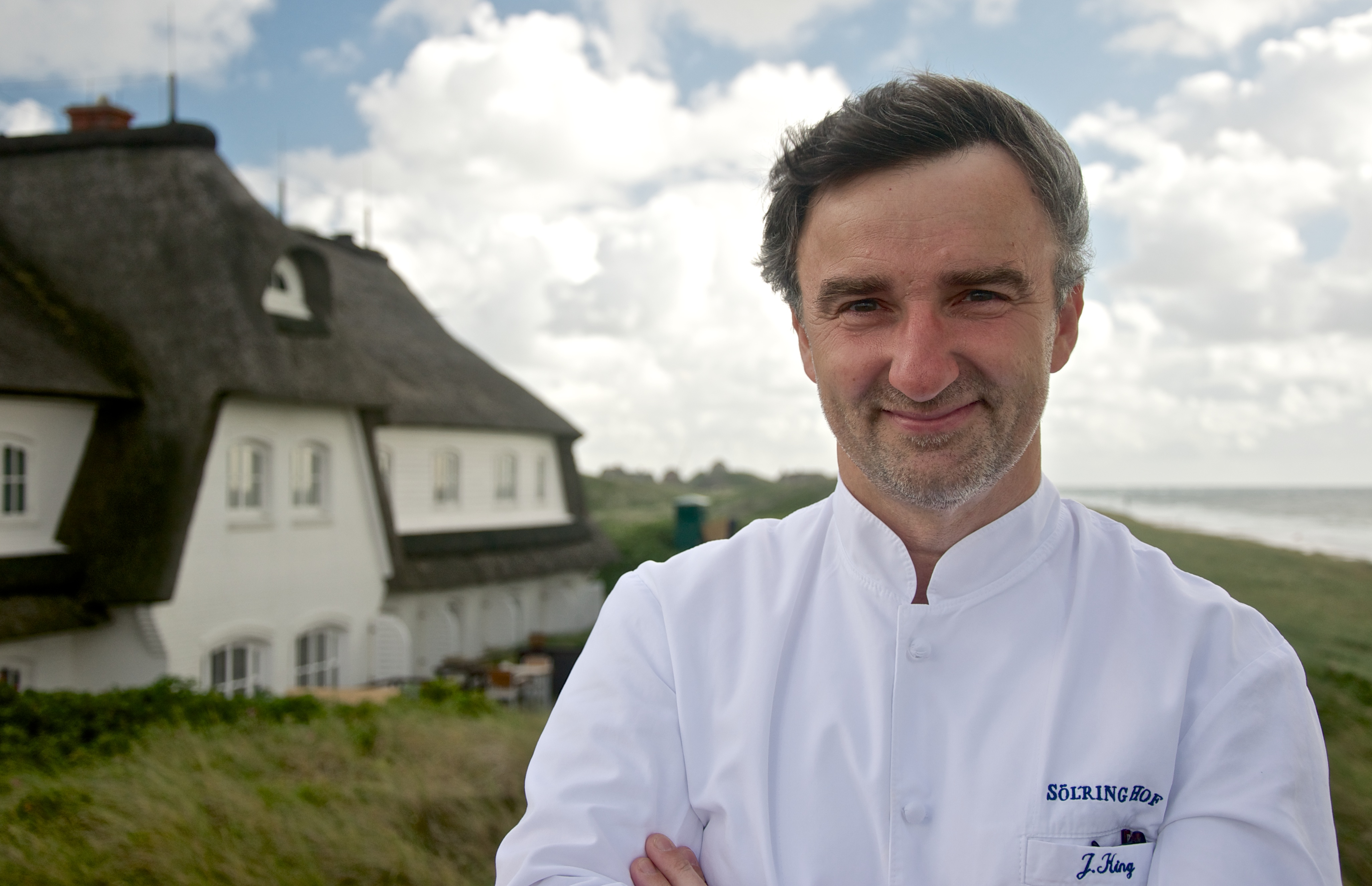
Johannes King

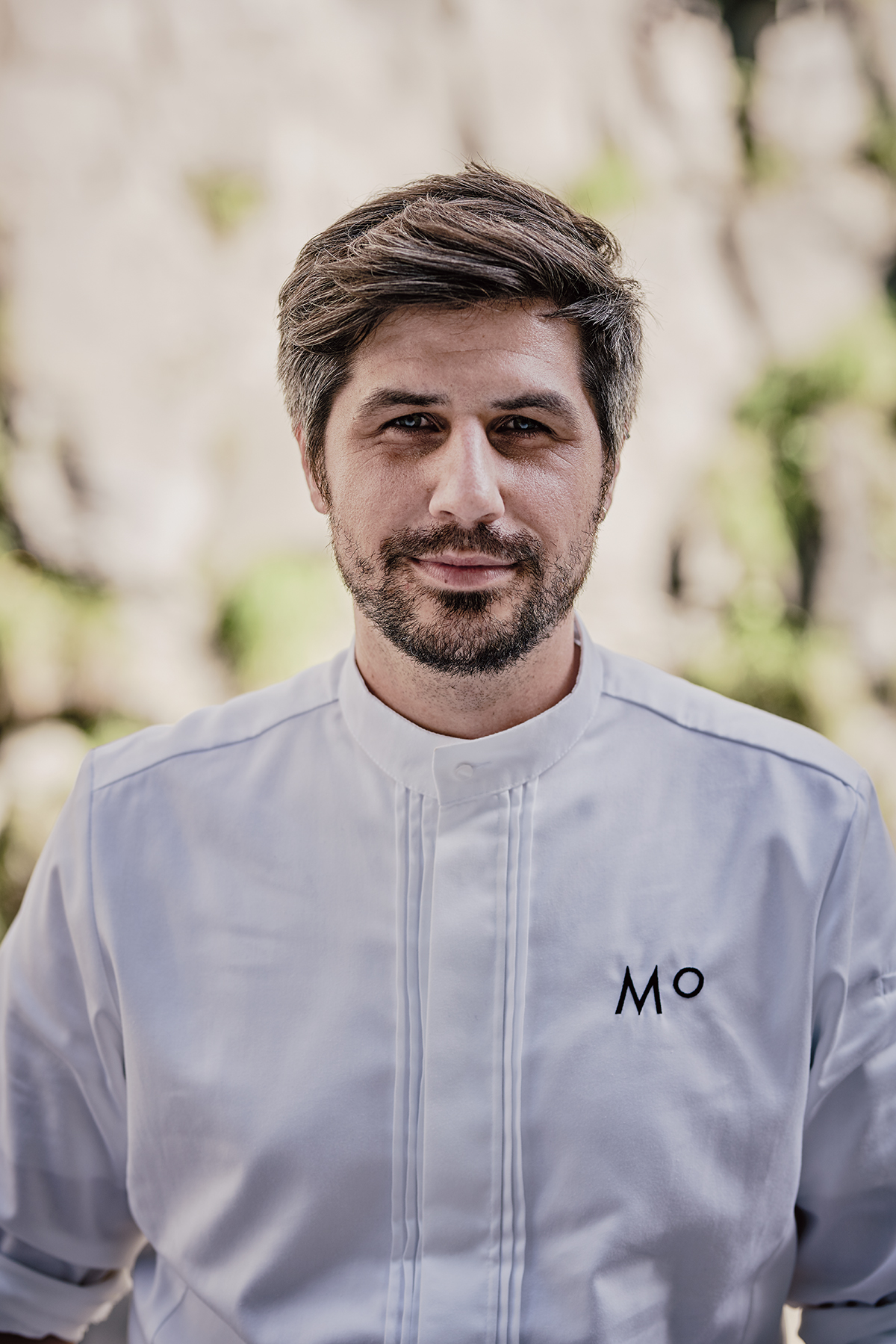
Sven Wassmer

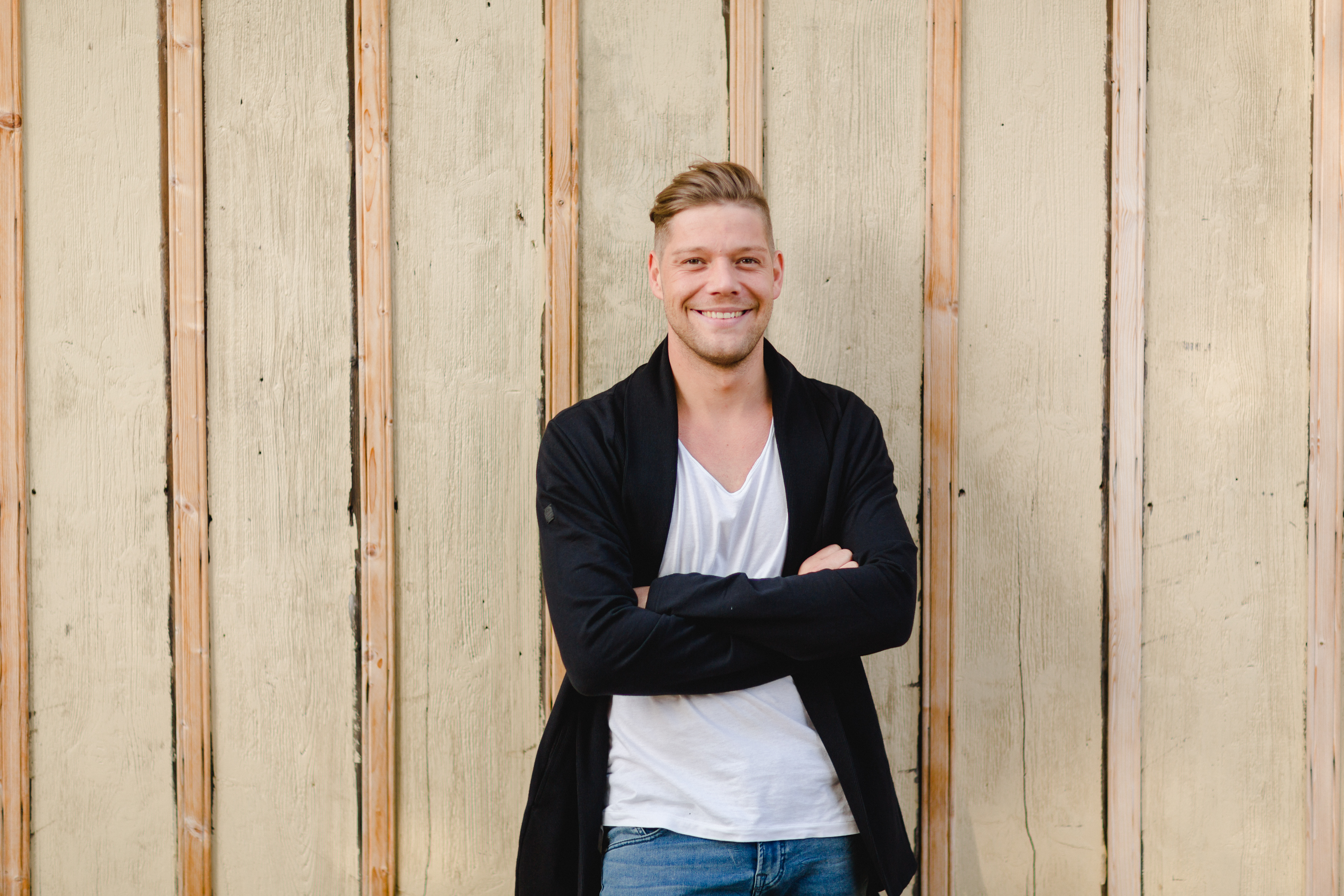
Robin Pietsch

| Nr. (ges.) | Nr. (St.) | Erstausstrahlung TVNOW | Küchenchef 1       | Küchenchef 2       | Zutaten                                                                                        |
| ---------- | --------- | ---------------------- | ------------------ | ------------------ | ---------------------------------------------------------------------------------------------- |
| 9          | 1         | 29. März 2020          | Alexander Herrmann | Lukas Mraz         | Runde 1: fränkischer Schiefertrüffel Runde 2: Lauch Runde 3: Karpfen und Cashewkerne           |
| 10         | 2         | 29. März 2020          | Martin Müller      | Johannes King      | Runde 1: Ayran Runde 2: Wellhornschnecke Runde 3: Jackfruit und Chicken Wings                  |
| 11         | 3         | 29. März 2020          | Richard Rauch      | The Duc Ngo        | Runde 1: Hahnhoden Runde 2: Gelbschwanzmakrele Runde 3: Ananas und Markknochen                 |
| 12         | 4         | 29. März 2020          | Sven Wassmer       | Mario Lohninger    | Runde 1: Sig (Alpenschokolade) Runde 2: Wilde Heidelbeeren Runde 3: Gänsehals und Dosentomaten |
| 13         | 5         | 29. März 2020          | Walter Triebl      | Viktoria Fuchs     | Runde 1: Topinambur Runde 2: Rehleber Runde 3: Artischocke und Miesmuscheln                    |
| 14         | 6         | 29. März 2020          | Hans Neuner        | Erik Scheffler     | Runde 1: Percebes (Entenmuscheln) Runde 2: Meerrettich Runde 3: Pomelo und Rinderzunge         |
| 15         | 7         | 29. März 2020          | Max Strohe         | Alexander Wulf     | Runde 1: Kaisergranat Runde 2: Rote Bete Runde 3: Hering und Waldmeisterbier                   |
| 16         | 8         | 29. März 2020          | Robin Pietsch      | Yannic Stockhausen | Runde 1: Grützwurst Runde 2: Tamarinde Runde 3: Reis und Schweinenacken                        |

## Einschaltquoten

### Staffel 1
| Nr. (ges.) | Nr. (Sta.) | Datum             | Zuschauer | Zuschauer       | Marktanteil | Marktanteil     | Quellen              |
| Nr. (ges.) | Nr. (Sta.) | Datum             | Gesamt    | 14 bis 49 Jahre | Gesamt      | 14 bis 49 Jahre | Quellen              |
| ---------- | ---------- | ----------------- | --------- | --------------- | ----------- | --------------- | -------------------- |
| 1          | 1          | 15. November 2019 | 0,70 Mio. | –               | 2,4 %       | 5,1 %           | [ 17 ] [ 18 ]        |
| 2          | 2          | 15. November 2019 | 0,70 Mio. | –               | 2,6 %       | 5,0 %           | [ 17 ] [ 18 ]        |
| 3          | 3          | 22. November 2019 | 0,63 Mio. | 0,34 Mio.       | 2,1 %       | 4,2 %           | [ 19 ] [ 20 ] [ 21 ] |
| 4          | 4          | 29. November 2019 | 0,56 Mio. | 0,35 Mio.       | –           | 4,4 %           | [ 22 ] [ 23 ] [ 24 ] |
| 5          | 5          | 6. Dezember 2019  | 0,53 Mio. | 0,29 Mio.       | 1,9 %       | 3,8 %           | [ 25 ] [ 24 ]        |
| 6          | 6          | 13. Dezember 2019 | 0,56 Mio. | 0,28 Mio.       | 1,9 %       | 3,7 %           | [ 26 ] [ 27 ]        |
| 7          | 7          | 20. Dezember 2019 | 0,44 Mio. | 0,19 Mio.       | 2,3 %       | 1,5 %           | [ 28 ]               |
| 8          | 8          | 20. Dezember 2019 | 0,49 Mio. | 0,23 Mio.       | 2,7 %       | 1,7 %           | [ 28 ]               |

### Staffel 2
| Nr. (ges.) | Nr. (Sta.) | Datum              | Zuschauer | Zuschauer       | Marktanteil | Marktanteil     | Quellen |
| Nr. (ges.) | Nr. (Sta.) | Datum              | Gesamt    | 14 bis 49 Jahre | Gesamt      | 14 bis 49 Jahre | Quellen |
| ---------- | ---------- | ------------------ | --------- | --------------- | ----------- | --------------- | ------- |
| 9          | 1          | 1. September 2020  | 0,62 Mio. | 0,30 Mio.       | 5,2 %       | 8,6 %           | [ 29 ]  |
| 10         | 2          | 7. September 2020  | 0,68 Mio. | -               | -           | 9,3 %           | [ 29 ]  |
| 11         | 3          | 14. September 2020 | 0,81 Mio. | 0,42 Mio.       | 5,4 %       | 9,6 %           | [ 30 ]  |
| 12         | 4          | 21. September 2020 | 0,55 Mio. | -               | 4,2 %       | 6,3 %           | [ 31 ]  |
| 13         | 5          | 28. September 2020 | 0,57 Mio. | 0,26 Mio.       | 3,8 %       | 5,9 %           | [ 32 ]  |
| 14         | 6          | 5. Oktober 2020    | 0,75 Mio. | -               | -           | 9,7 %           | [ 33 ]  |
| 15         | 7          | 12. Oktober 2020   | 0,70 Mio. | -               | -           | 8,2 %           | [ 34 ]  |
| 16         | 8          | 19. Oktober 2020   | 0,74 Mio. | 0,34 Mio.       | -           | 8,8 %           | [ 35 ]  |